# Jean-Pierre Sicard
 (mai 2022).
Il peut être nécessaire de l'améliorer pour respecter le principe de neutralité de point de vue. 

Pour les articles homonymes, voir Sicard et Jean-Pierre Antoine Sicard.
 (avril 2022).
Jean-Pierre Sicard, né le 13 octobre 1955 à Suresnes, est un économiste, chef d'entreprise et réalisateur français.
Après un parcours professionnel au sein du Groupe de la Caisse des dépôts et consignations, où il a créé et dirigé Novethic. Il réalise aujourd'hui des films, documentaires de création et fictions.

## Biographie
Jean-Pierre Sicard, passe son enfance à Grenoble. Son père Pierre Sicard est architecte et sa mère Odile Sicard devient députée socialiste en 1981. Il fait ses études à l’Université Pierre Mendès France Grenoble II. Il est docteur en économie.
Dans les années 80 il est consultant puis directeur de département au BIPE, cabinet de conseil et d’études économiques.
Au sein de la Caisse des dépôts et consignations Jean-Pierre Sicard crée en 2001 Novethic, entreprise spécialisée dans la finance durable et l’économie responsable, dont il est le Président jusqu’en 2016.
Il est Directeur du développement durable de la Caisse des Dépôts de 2004 à 2009. A ce titre il est un des fondateurs des Principes de l’Investissement Responsable des Nations unies (UNPRI), dont il est le signataire pour la Caisse des Dépôts en 2006.
A l’été 2017, un de ces spectacles musicaux donne lieu à des développements sous forme d’un essai cinématographique[réf. nécessaire]. Depuis, Jean-Pierre Sicard réalise des documentaires de création, sous différents formats. Il a filmé pendant un an deux ados à vélos à travers l’Europe à la recherche de projets écologiques et termine un long métrage de fiction, Leurs 16 ans.
Jean-Pierre Sicard a été, de 1977 à 1989, le compagnon de Dominique Cabrera, avec qui il a un fils, Victor, né en 1984. Il est marié à Dominique Michard depuis 1994.

## Distinctions
Jean-Pierre Sicard est chevalier de l’ordre national du Mérite.